# 에스토니아 중도당
에스토니아 중도당(에스토니아어: Eesti Keskerakond)은 에스토니아의 사회자유주의 정당이다. 1991년 설립되었다. 현재 당대표는 위리 라타스이다.

## 같이 보기
- 에스토니아의 정당